# Alexeï Venediktov
Alexeï Alexeïevitch Venediktov (en russe : Алексе́й Алексе́евич Венеди́ктов), né le 18 décembre 1955 à Moscou, est une personnalité du monde de la radio russe. 
Il est depuis 1998 le rédacteur en chef de la station Écho de Moscou dont il possède 18 % des parts. Il est également PDG d'Écho de Moscou TV depuis 2002.

## Carrière
Venediktov est orphelin de père. Sa grand-mère maternelle, Nina Dykhovitchnaïa, était un ingénieur civil fameux du temps de l'URSS qui appartenait à une famille d'architectes.
Après ses études secondaires, Alexeï Venediktov poursuit des études d'histoire en cours du soir à la faculté d'histoire de l'université de Moscou, tout en travaillant de jour à la poste. Il termine ses études en 1978 et devient professeur d'histoire pendant vingt ans d'abord à l'école no 177, puis à l'école no 875 de Moscou. Il entre en août 1990 à la station Écho de Moscou. il finit par diriger le service des informations et il est élu en février 1998 rédacteur en chef, poste qu'il occupe toujours en 2012.
Vladimir Poutine s'est publiquement opposé à la couverture médiatique de Venediktov en ce qui concerne le conflit russo-géorgien de l'été 2008. Venediktov a refusé de soutenir Poutine aux élections de 2012 . Même si leurs rapports sont loin d'être cordiaux et que Venediktov a souvent dénoncé les erreurs de Dmitri Medvedev ou de Vladimir Poutine.
Venediktov a déclaré :

« Je suis — et tout le monde le sait — un double réactionnaire et en politique mes idéaux sont Ronald Reagan et Margaret Thatcher qui ne sont pas du tout libéraux. »

Mais il est classé par ses confrères comme « conservateur-néolibéral ». Il considère également qu'il est athée.
Alexeï Venediktov a annoncé le 3 mars 2022 que les actionnaires d’Écho de Moscou ont prononcé la liquidation de la société. Une décision prise après que la radio a été privée de fréquence et vu son site bloqué sur ordre du Parquet général pour « diffusion d’informations mensongères » sur la guerre en Ukraine. Venediktov vit toujours à Moscou.

## Décorations

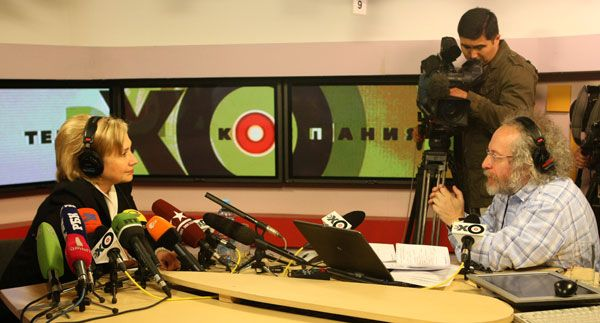
Alexeï Venediktov interviewant Hillary Clinton en 2009

- Ordre du Mérite pour la Patrie de 2e classe (3 décembre 1999)
- Chevalier de la Légion d'honneur (28 septembre 2006)[4]